# Lorenzo Capicchioni
Lorenzo Capicchioni (19 gennaio 2002) è un calciatore sammarinese, centrocampista del Pietracuta e della nazionale sammarinese.

## Carriera

### Club
Cresciuto nei settori giovanili dell’Empoli e del Cesena, nel 2020 viene tesserato dal Rimini in Serie D. L'anno successivo si trasferisce al Fya Riccione, militante nell'Eccellenza Emilia-Romagna. Qui contribuisce alla promozione in Serie D della società romagnola, che nel 2022 cambia denominazione in United Riccione. Nel gennaio 2023 si trasferisce al Cosmos, club del campionato sammarinese. Successivamente nella stagione 2023-2024 gioca in Serie D con la Sammaurese.

### Nazionale
Ha giocato nelle nazionali giovanili sammarinesi Under-16, Under-17 ed Under-21.
Il 17 novembre 2022 ha esordito con la nazionale maggiore sammarinese, disputando l'amichevole pareggiata per 1-1 contro Saint Lucia.

## Statistiche

### Presenze e reti nei club
Statistiche aggiornate al 18 maggio 2025.
| Stagione               | Squadra                | Campionato             | Campionato | Campionato | Coppe nazionali | Coppe nazionali | Coppe nazionali | Coppe continentali | Coppe continentali | Coppe continentali | Altre coppe | Altre coppe | Altre coppe | Totale | Totale |
| Stagione               | Squadra                | Comp                   | Pres       | Reti       | Comp            | Pres            | Reti            | Comp               | Pres               | Reti               | Comp        | Pres        | Reti        | Pres   | Reti   |
| ---------------------- | ---------------------- | ---------------------- | ---------- | ---------- | --------------- | --------------- | --------------- | ------------------ | ------------------ | ------------------ | ----------- | ----------- | ----------- | ------ | ------ |
| 2020-2021              | Rimini                 | D                      | 5          | 0          | -               | -               | -               | -                  | -                  | -                  | -           | -           | -           | 5      | 0      |
| 2021-2022              | United Riccione        | Ecc.                   | 13+4       | 1          | CI-Dil.         | 0               | 0               | -                  | -                  | -                  | -           | -           | -           | 17     | 1      |
| 2022-gen. 2023         | United Riccione        | D                      | 4          | 0          | CI-D            | 3               | 0               | -                  | -                  | -                  | -           | -           | -           | 7      | 0      |
| Totale United Riccione | Totale United Riccione | Totale United Riccione | 21         | 1          | -               | 3               | 0               | -                  | -                  | -                  |             | -           | -           | 24     | 1      |
| gen.-giu. 2023         | Cosmos                 | CS                     | 10+5       | 2          | CT              | -               | -               | -                  | -                  | -                  | -           | -           | -           | 15     | 2      |
| 2023-2024              | Sammaurese             | D                      | 14         | 0          | CI-D            | 0               | 0               | -                  | -                  | -                  | -           | -           | -           | 14     | 0      |
| 2024-gen. 2025         | Asta Taverne           | Ecc.                   | 3          | 0          | CI-Dil          | 1               | 0               | -                  | -                  | -                  | -           | -           | -           | 4      | 0      |
| gen.-giu. 2025         | Pietracuta             | Ecc.                   | 9+2        | 0+1        | CI-Dil          | 0               | 0               | -                  | -                  | -                  | -           | -           | -           | 11     | 1      |
| 2025-2026              | Pietracuta             | Ecc.                   | 0          | 0          | CI-Dil          | 0               | 0               | -                  | -                  | -                  | -           | -           | -           | 0      | 0      |
| Totale Pietracuta      | Totale Pietracuta      | Totale Pietracuta      | 11         | 1          |                 | 0               | 0               |                    | -                  | -                  |             | -           | -           | 11     | 1      |
| Totale carriera        | Totale carriera        | Totale carriera        | 69         | 4          |                 | 4               | 0               |                    | -                  | -                  |             | -           | -           | 73     | 4      |

### Cronologia presenze e reti in nazionale
| Cronologia completa delle presenze e delle reti in nazionale ― San Marino | Cronologia completa delle presenze e delle reti in nazionale ― San Marino | Cronologia completa delle presenze e delle reti in nazionale ― San Marino | Cronologia completa delle presenze e delle reti in nazionale ― San Marino | Cronologia completa delle presenze e delle reti in nazionale ― San Marino | Cronologia completa delle presenze e delle reti in nazionale ― San Marino | Cronologia completa delle presenze e delle reti in nazionale ― San Marino | Cronologia completa delle presenze e delle reti in nazionale ― San Marino |
| Data                                                                      | Città                                                                     | In casa                                                                   | Risultato                                                                 | Ospiti                                                                    | Competizione                                                              | Reti                                                                      | Note                                                                      |
| ------------------------------------------------------------------------- | ------------------------------------------------------------------------- | ------------------------------------------------------------------------- | ------------------------------------------------------------------------- | ------------------------------------------------------------------------- | ------------------------------------------------------------------------- | ------------------------------------------------------------------------- | ------------------------------------------------------------------------- |
| 17-11-2022                                                                | Gros Islet                                                                | Saint Lucia                                                               | 1 – 1                                                                     | San Marino                                                                | Amichevole                                                                | -                                                                         |                                                                           |
| 20-11-2022                                                                | Gros Islet                                                                | Saint Lucia                                                               | 1 – 0                                                                     | San Marino                                                                | Amichevole                                                                | -                                                                         | 83’                                                                       |
| 23-3-2023                                                                 | Serravalle                                                                | San Marino                                                                | 0 – 2                                                                     | Irlanda del Nord                                                          | Qual. Euro 2024                                                           | -                                                                         | 72’                                                                       |
| 16-6-2023                                                                 | Parma                                                                     | San Marino                                                                | 0 – 3                                                                     | Kazakistan                                                                | Qual. Euro 2024                                                           | -                                                                         | 67’ 80’                                                                   |
| 7-9-2023                                                                  | Copenaghen                                                                | Danimarca                                                                 | 4 – 0                                                                     | San Marino                                                                | Qual. Euro 2024                                                           | -                                                                         |                                                                           |
| 10-9-2023                                                                 | Serravalle                                                                | San Marino                                                                | 0 – 4                                                                     | Slovenia                                                                  | Qual. Euro 2024                                                           | -                                                                         | 46’                                                                       |
| 14-10-2023                                                                | Belfast                                                                   | Irlanda del Nord                                                          | 3 – 0                                                                     | San Marino                                                                | Qual. Euro 2024                                                           | -                                                                         | 76’                                                                       |
| 17-10-2023                                                                | Serravalle                                                                | San Marino                                                                | 1 – 2                                                                     | Danimarca                                                                 | Qual. Euro 2024                                                           | -                                                                         | 55’ 83’                                                                   |
| 17-11-2023                                                                | Astana                                                                    | Kazakistan                                                                | 3 – 1                                                                     | San Marino                                                                | Qual. Euro 2024                                                           | -                                                                         | 90+5’                                                                     |
| 20-11-2023                                                                | Serravalle                                                                | San Marino                                                                | 1 – 2                                                                     | Finlandia                                                                 | Qual. Euro 2024                                                           | -                                                                         | 68’                                                                       |
| 20-3-2024                                                                 | Serravalle                                                                | San Marino                                                                | 1 – 3                                                                     | Saint Kitts e Nevis                                                       | Amichevole                                                                | -                                                                         | 76’                                                                       |
| 24-3-2024                                                                 | Serravalle                                                                | San Marino                                                                | 0 – 0                                                                     | Saint Kitts e Nevis                                                       | Amichevole                                                                | -                                                                         | 52’                                                                       |
| 5-9-2024                                                                  | Serravalle                                                                | San Marino                                                                | 1 – 0                                                                     | Liechtenstein                                                             | UEFA Nations League 2024-2025 - 1º turno                                  | -                                                                         | 80’                                                                       |
| 10-9-2024                                                                 | Chișinău                                                                  | Moldavia                                                                  | 1 – 0                                                                     | San Marino                                                                | Amichevole                                                                | -                                                                         | 61’                                                                       |
| 21-3-2025                                                                 | Larnaca                                                                   | Cipro                                                                     | 2 – 0                                                                     | San Marino                                                                | Qual. Mondiali 2026                                                       | -                                                                         | 64’                                                                       |
| 24-3-2025                                                                 | Serravalle                                                                | San Marino                                                                | 1 – 5                                                                     | Romania                                                                   | Qual. Mondiali 2026                                                       | -                                                                         | 46’                                                                       |
| 7-6-2025                                                                  | Zenica                                                                    | Bosnia ed Erzegovina                                                      | 1 – 0                                                                     | San Marino                                                                | Qual. Mondiali 2026                                                       | -                                                                         | 46’                                                                       |
| 10-6-2025                                                                 | Serravalle                                                                | San Marino                                                                | 0 – 4                                                                     | Austria                                                                   | Qual. Mondiali 2026                                                       | -                                                                         | 63’                                                                       |
| Totale                                                                    |                                                                           | Presenze                                                                  | 18                                                                        |                                                                           | Reti                                                                      | 0                                                                         |                                                                           |

## Palmarès

### Club

#### Competizioni regionali
- Eccellenza Emilia-Romagna: 1

Fya Riccione: 2021-2022 (girone C)